# Heizmannia lui
Heizmannia lui är en tvåvingeart som beskrevs av Gong och Li 1999. Heizmannia lui ingår i släktet Heizmannia och familjen stickmyggor.
Artens utbredningsområde är Yunnan (Kina). Inga underarter finns listade i Catalogue of Life.